# O wie wohl ist mir am Abend
O wie wohl ist mir am Abend ist ein deutschsprachiges Volkslied aus dem 19. Jahrhundert in Form eines Kanons zu drei Stimmen.

## Melodie und Text
O wie wohl ist mir am Abend,

wenn zur Ruh die Glocken läuten,

Bim, bam, bim, bam, bim, bam.

## Geschichte
Das Werk wird in der Regel dem Lehrer und Komponisten Karl Friedrich Schulz (1784–1850) zugeschrieben. In der Tat findet sich der älteste bekannte Nachweis des Liedes 1812 in dessen Gesanglehre. Ob Schulz tatsächlich auch der Autor des Liedes ist, ist aber nicht gesichert. Die gelegentlich zu findende Zuschreibung an den Gewandhauskapellmeister Johann Philipp Christian Schulz (1773–1827) beruht offenbar auf einer Namensverwechslung. Ein Abdruck des Liedes bei Johann Daniel Elster (1796–1857) erfolgte erst 1846, mindestens 30 Jahre nach dem ältesten Nachweis.
Die Melodie geht auf ältere Vorlagen zurück. Das melodische Modell findet sich auf den Text Ubi est spes mea? („Wo ist meine Hoffnung?“) in einem liturgischen Drama, das in einem Prozessionale des 14. Jahrhunderts überliefert ist. Im 16. Jahrhundert wurde dieser Melodie der Choral Mein lieber Herr, ich preise dich unterlegt.
Auch Arcangelo Corelli verwendet in der Pastorale seines „Weihnachtskonzerts“ Fatto per la notte di Natale g-Moll op. 6 Nr. 8 (1714) ein Thema, das auf diesem Melodietypus basiert.
Im slawischen Raum lebte die Melodie in anderer rhythmischer Gestalt als kroatisches Volkslied weiter, das in burgenlandkroatischen Gebieten in verschiedenen Textfassungen unter dem Titel „Stal se jesem“ („Ich bin aufgestanden“) gesungen wurde. Dieses diente Joseph Haydn 1797 als Vorlage zur österreichischen Kaiserhymne Gott erhalte Franz, den Kaiser (Hob XXVIa:43). 1841 dichtete Hoffmann von Fallersleben zu Haydns Melodie die Verse des Lieds der Deutschen, das heute als deutsche Nationalhymne dient.

## Inhalt und Form
Bei O wie wohl ist mir am Abend handelt es sich um die einfachste Form eines Kanons, den „natürlichen Kanon“, bei der eine Stimme den melodischen Verlauf der anderen Stimme durch Phasenverschiebung (hier im Terzabstand) genau imitiert. Der dritte Abschnitt des Kanons imitiert nur lautmalerisch auf dem Grundton den gleichmäßigen Schlag einer Glocke. Er trägt so zur Beruhigung bei, die das Lied als Abendlied wirksam werden lässt.

## Rezeption
In Thomas Manns Roman Doktor Faustus macht Adrian Leverkühn seine ersten Erfahrungen mit polyphoner Musik anhand dieses Kanons.